# Štefan Morávka
Štefan Morávka (22. srpen 1911 Hajná Nová Ves – 14. leden 1945 Grúnik pod Kriváněm) byl slovenský četník, kapitán in memoriam, účastník slovenského národního povstání a protifašistický bojovník.

## Životopis
Od 1. září 1934 nastoupil jako četník k výkonu služby do Bratislavy. Během Slovenského národního povstání působil na četnické stanici na Štrbském Plese, kde se podílel na vytvoření odbojové skupiny. Dne 23. září 1944 se tato skupina přidala k partyzánskému oddílu Vysoké Tatry. Padl v boji s německými vojáky 14. ledna 1945 na Grúniku pod Kriváněm ve Vysokých Tatrách. Pochován je na Štrbském Plese spolu s Jánem Rašem. V roce 1946 byl povýšen do hodnosti kapitána, vyznamenán Československým válečným křížem a Řádem Slovenského národního povstání 1. třídy, in memoriam. Jeho jméno nese chata u Popradského plesa ve Vysokých Tatrách. Tabulka s jeho jménem je umístěna v sektoru G15, na symbolických hřbitově u Popradského plesa.

## Ocenění
- Československý válečný kříž, in memoriam
- Kapitán, in memoriam
- Řád Slovenského národního povstání I. stupně, in memoriam